# Jack Nicklaus
Jack William Nicklaus (n. 21 ianuarie 1940, Columbus, Ohio, SUA), poreclit "The Golden Bear" (Ursul de aur), este un jucător american de golf. Câștigând 18 titluri majore de campion, de 19 ori terminând pe locul 2 și de 9 ori pe locul 3, Nicklaus este considerat cel mai bun jucător de golf din lume.

## Titluri importante
- de 6 ori US Master
- de 5 ori PGA
- de 4 ori US Golf Open
- de 3 ori British Open

## Biblografie
- Sporturi și jocuri, Editura Litera